# Рештань
Рештань (словен. Reštanj) — поселення в общині Кршко, Споднєпосавський регіон, Словенія. Висота над рівнем моря: 420,3 м.